# Oksana Koesjenko
Oksana Vladimirovna Koesjenko (Russisch: Оксана Владимировна Кущенко) (Moskou, 18 februari 1972) is een voormalig freestyleskiester uit Rusland.

## Resultaten freestyleskiën

### Wereldkampioenschappen
| Jaar | Plaats              | Resultaten |
| ---- | ------------------- | ---------- |
| 1991 | Lake Placid         | 17e Acro   |
| 1995 | La Clusaz           | 4e Acro    |
| 1997 | Nagano              | Acro       |
| 1999 | Meiringen-Hasliberg | Acro       |

### Wereldbeker
Eindklasseringen
| Seizoen   | Algemeen         | Acro            |
| --------- | ---------------- | --------------- |
| 1990/1991 | 69e 0,00 punten  | 24e 3,00 punten |
| 1993/1994 | 8e 96,00 punten  | · 764,00 punten |
| 1994/1995 | 10e 93,00 punten | · 648,00 punten |
| 1995/1996 | 9e 92,00 punten  | · 644,00 punten |
| 1996/1997 | 6e 97,00 punten  | · 676,00 punten |
| 1997/1998 | · 96,00 punten   | · 384,00 punten |
| 1998/1999 |                  | · 172,00 punten |

Wereldbekerzeges
| Datum            | Plaats                | Onderdeel |
| ---------------- | --------------------- | --------- |
| 10 december 1993 | Tignes                | Acro      |
| 13 januari 1997  | Lake Placid           | Acro      |
| 19 februari 1997 | Kirchberg             | Acro      |
| 13 maart 1998    | Altenmarkt-Zauchensee | Acro      |